# Seeking Justice
Seeking Justice (También conocida como Justice, y formalmente titulada como The Hungry Rabbit Jumps) es una película de 2011 acción-thriller protagonizada por Nicolas Cage, January Jones y Guy Pearce. La película fue dirigida por Roger Donaldson y producida por Tobey Maguire, Ram Bergman y James D. Stern. La filmación tomó lugar en Nueva Orleans, Louisiana. El primer tráiler fue lanzado en septiembre del 2011.

## Trama
En Nueva Orleans, Will Gerard (Nicolas Cage) es un humilde maestro de inglés en Rampart High School. El mejor amigo de Will, Jimmy (Harold Perrineau), también trabaja cini maestro en la misma escuela. Laura, la esposa de Will (January Jones), es una música que toca en la orquesta local. Una noche, después de su presentación, Laura es golpeada y brutalmente violada por un extraño llamado Hodge (Alex Van).
En el hospital, mientras Will espera por las noticias de la condición de Laura, Jimmy le cuenta consternado a Will que está seguro de que el violador será encontrado. Un extraño que se llama a sí mismo Simon (Guy Pearce), le dice a Will que representa a una organización que trata con los criminales que el sistema de justicia pasa por alto. Simon habla de a su grupo como "algunos ciudadanos que buscan justicia." Él le dice que Hodge ha violado a otras mujeres antes, y fue puesto en libertad condicional tres semanas antes de su ataque a Laura.
Simon le propone una oferta intrigante; a cambio de un favor de Will que será determinado más tarde, Simon arreglará que un completo extraño haga pagar a Hodge por la violación a Laura. Esto ahorraría a Will y a Laura un juicio bastante extenso, el cual también haría sufrir a Laura, mucho más de lo que ya estaba, forzándola a revivir una y otra vez su caso de la violación, y ser traumatizada por abogados defensores. Angustiado y distraído, Will accede al trato que le ofrecen. Hodge es asesinado y una foto del cuerpo de Hodge, con el medallón que Hodge tomó de Laura cuando la violó, son enviados a Will como prueba. La frase secreta de la organización es: "El conejo hambriento salta".
Seis meses después, Simon regresa y quiere que Will siga a una mujer y a sus dos hijos al zoológico y busque a un hombre. Si Will ve al hombre, debe llamar al número que está atrás de la fotografía que le dieron. Will accede, esperando pagar su deuda. Simon, sin embargo, continúa llamando a Wiil pidiéndole que continúe haciendo cosas, diciéndole que el hombre que está siguiendo es un delincuente sexual. Sin tener opción, porque Simon prometió una venganza igual si Will no obedecía, accede y poco después se le da la orden de matar al hombre en una avenida peatonal que está debajo de una avenida muy transitada, empujándolo por accidente para que lo atropellaran, haciéndolo parecer un suicidio.
En lugar de matar al hombre, Will decide ver si el hombre tiene algún conocimiento de Simon. El hombre, ya con paranoia, comienza a sospechar que Will está ahí para matarlo. Le avienta la bicicleta a Will y comienzan a forcejear, pero a pesar de los esfuerzos de Will para salvarlo, el hombre finalmente cae a la avenida. El hombre se cae en el pavimento y es atropellado por un camión. Will va a su casa, donde el detective Rudeski (Joe Chrest) y el Detective Green (Marcus Lyle Brown) lo arrestan por asesinar al hombre, cuyo nombre es Alan Marsh. En la estación, Will no consigue que Green y Rudeski crean lo que dice.
El jefe de los detectives, el Teniente Durgan (Xander Berkeley), quiere platicar con Will a solas. Durgan quiere jugar un juego y le pide a Will que complete algunas oraciones. Después de algunas rondas, Durgan le inquiere «Un conejo hambriento...», a lo cual Will responde «Salta. Un conejo hambriento salta», significando la conexión del detective con la organización de Simon. Durgan deja libre a Will, dándole 24 horas para irse de la ciudad antes de que Simon y sus secuaces Scar (Irone Singleton) y Cancer (Wayne Pére) vayan a buscarlo.
Will corre, buscando por respuestas. Va al memorial por Alan, encontrando que el hombre no era un delincuente sexual, sino el actual ganador del premio de investigaciones de reportero del New Orleans Post, quien estaba investigando la organización del vigilante. Will ahora sabe por qué Simon quería a Alan muerto. Simon, Scar y Cancer aparecen repentinamente. Scar persigue a Will hacia una calle muy transitada, pero es atropellado por una SUV que lo arrastra y le pega, matándolo.
Will va hacia el almacén que Alan usaba y encuentra un DVD donde se describía a algunas de esas personas en el grupo, junto con sus misiones. Will le explica a Laura lo que está pasando, quien le dice que ella hubiera hecho lo mismo si la situación hubiera sido al revés. Después Will le dice a Laura su paradero, advirtiéndole que se quede lejos de los policías y cualquier otra persona que le haga preguntas.
Will se entera de que el verdadero nombre de Simon es Eugene Cook y que Jimmy se unió a esa organización hace años, después de que asesinaron a su hermano, cuando los policías no pudieron encontrar al asesino. Will manda una copia del DVD a Cook, indignado con las implicaciones que esto conlleva. Cook accede a un trato donde Will recibiría la grabación de una cámara de seguridad que prueba que es inocente en la muerte de Alan, ya que actuaba en defensa propia, a cambio del DVD. Will accede y llegan a un acuerdo de encontrarse en el Louisiana Superdome, durante el show de camiones monstruo.
En el domo, se le dice a Will que Laura ha sido secuestrada como un incentivo extra para que entregue el DVD. Jimmy, Cancer, y un hombre llamado Sideburns (Dikran Tulaine) sujetan a Laura. Se van a un centro comercial abandonado desde el Huracán Katrina muy cerca de ahí. Will entrega el DVD, pero Cook se niega a cumplir el trato, diciendo que Will y Laura deben ser asesinados para cortar de raíz toda amenaza hacia la organización y ordena que se les dispare.
Cancer está a punto de jalar el gatillo para matar a Laura cuando es asesinado a tiros por Jimmy. Después, Will pelea con Sideburns en una escalera mecánica descompuesta, atravesando un vidrio que se encuentra abajo en las escaleras. Sideburns se muere cuando un montón de vidrios se le clavan en su cuello.
Jimmy dice que ellos no se metieron a la organización para matar a gente inocente. Cook y Jimmy intercambian disparos, hasta que Cook lo mata con dos disparos en el pecho. Laura huye con una pistola en su mano. Cook la avienta hacia una vitrina de cristal, haciendo que suelte la pistola. Will llega y comienza a golpear a Cook, pero los dos se caen en una escalera, rodando hasta el fondo. Laura, quien había tomado la pistola que Cook forzó a que ella la tirara, le dispara a Cook seis veces y lo mata.
Felices de estar vivos, Will y Laura caminan de vuelta a las escaleras eléctricas, Durgan llega, preguntando quien había matado a Cook. Will responde que fue él, pero Durgan dice que de la forma en el que él lo ve los hombres muertos se mataron los unos a los otros. No había nadie más ahí.
Con los dos DVD en mano, Will limpia su nombre y decide darle continuidad al trabajo de Alan dándole el DVD a Gibbs (Mike Pniewski), otro reportero. Agradecido, Gibbs le dice «El conejo hambriento juega, ¿eh?» dando el interrogante a Will sobre si Gibbs ya sabía sobre todo este asunto, o si Gibbs también está en toda esta organización.

## Reparto
- Nicolas Cage como Will Gerard.
- January Jones como Laura Gerard.
- Guy Pearce como Simon/Eugene Cook.
- Harold Perrineau como Jimmy.
- Jennifer Carpenter como Trudy.
- Xander Berkeley como el teniente Durgan.
- IronE Singleton como Scar.
- Cullen Moss como Jones.
- Marcus Lyle Brown como el detective Green.

## Taquilla
La película abrió en #27 en la taquilla de Estados Unidos, teniendo $249,912 durante su primer fin de semana. Seeking Justice ha obtenido $12.4 millones del dólares alrededor del mundo.

## Aceptación
Seeking Justice ha recibido reseña negativas de críticas que actualmente sostienen un 25% de puntuación en Rotten Tomatoes basado en 66 reseñas. Los estados de consenso sostienen: "Seeking Justice no es más que una obra mediocre y comercial con actuación telefoneada por Nicolas Cage." la película ganó una nominación a los Premios Golden Raspberry por peor actor a Nicolas Cage.